# 아리와라노 모토카타
아리와라노 모토카타(일본어: 在原元方)는 일본 중고36가선중 한명이다. 헤이안(平安) 시대의 가인(歌人)이었다. 아버지는 지쿠젠(筑前)의 지방관을 지낸 아리와라노 무네야나(在原棟梁|ありわらの むねやな)이다. 후에 대납언(大納言)을 지낸 후지와라노 구니쓰네(藤原国経|ふじわらの くにつね)의 양자(養子)로 들어갔다. 생전 정5위하(正五位下)에 올랐다. 생몰년 미상.
고킨와카슈(古今和歌集)에 14수(首), 고센와카슈(後撰和歌集)에 18수, 슈이와카슈(拾遺和歌集)에 2수가 정리되어 있다.